# Орженцький Роман Михайлович
Орже́нцькій Рома́н Миха́йлович (16 (28) лютого 1863 р., Житомир, Волинської губ. — 24 травня 1923 р. Варшава) — економіст, статистик, академік Української Академії Наук (1919).

## Біографія
Народився 16 лютого 1863 року в Житомирі. Після закінчення гімназії поступив на юридичний факультет Новоросійського університету в Одесі, який закінчив у 1887 році. До 1907 року працював у державних установах Одеси, викладав у комерційній школі, школі торгового мореплавання.
У 1897 році захистив у Новоросійському університеті магістерську дисертацію з політичної економії «Вчення про цінності у класиків і каноністів. Політико-економічний нарис» (опуб.: Одеса, 1896), в якій представив критичний огляд теорій цінності з найдавніших часів до XVIII століття. Був обраний приват-доцентом Новоросійського університету, але пізніше у 1906 році звільнений за «неблагонадійність»
З 1908 року — професор Ярославського юридичного ліцею, голова кафедри статистики. В ліцеї він створив статистико-економічний методичний кабінет. Одночасно з викладацькою діяльністю керував (з 1911 року) оціночно-статистичним бюро Ярославського губернського земства, здійснював дослідження селянських господарств, оцінку нерухомого майна, вивчав особливості страхового та пожежної справи в губернії.
У грудні 1912 року захистив дисертацію на ступінь доктора політичної економії та статистики «Елементарна теорія статистичних величин і обчислень» (опуб.: Київ, 1921) у Петербурзькому університеті. В дисертації Орженцький розглянув застосування математичних методів при дослідженні масових суспільних явищ.
З кінця 1918 р. по 1920 р. проживав у Петрограді, завідував відділом статистичної методології ЦСУ УРСР, брав участь в організації статистичних курсів при ЦСУ та вироблення проекту статистичного інституту, читав лекції з політекономії і статистикою в університеті.
У 1920 р. переїхав до Києва, де був обраний академіком Академії наук України. Був співробітником Київського губернського статистичного бюро, редагував «Статистичний бюлетень», займався вивченням бюджетів, кон'юнктури народного господарства, руху ринкових цін, статистичними дослідженнями. З 1920 року завідував кафедрою теоретичної економії в АН УРСР в Києві, очолював Соціально-економічний відділ Академії (1921–1922)
У політичній діяльності участі не брав, але до Жовтневої революції поставився скептично, що й послужило причиною еміграції до Польщі у 1922 році.
З 1922 р. — професор Варшавського університету, вів курси з політекономії. В результаті терористичного акту отримав смертельне поранення, від якого й помер.

## Наукова діяльність
Виступаючи одним з небагатьох російських послідовників суб'єктивно-психологічного напряму (Австрійська школа в політекономії), він відзначав, що економічне явище становить прояв певного психічного ставлення особи до речей і процесів. Аналізуючи основний елемент напрямку — теорію корисності, Орженцький підрозділяє останню на дві складові: психо-фізичну і чисто-економічну. Перша вивчає поняття потреби і корисності, друга застосовує їх до пояснення явищ обміну. Орженцький запропонував ввести поняття «метафізична сутність», в даному випадку визначення «цінності» — «не що інше, як проєкція почуттів на об'єкт, що викликають почуття в психіці суб'єкта».
За деякими даними, Оржнецькому належить перший російськомовний переклад фундаментальної праці одного з засновників маржиналізму, неокласичної економіки, австрійської економічної школи Карла Менгера "Принципи економічної науки" (нім. Grundsätze der Volkswirtschaftslehre, 1871) (Одеса, 1901), на той час він обіймав посаду приват-доцента Новоросійського університету (Одеса).

## Наукові твори
- Учение об экономическом явлении, Введение в теорию ценности, Од., 1903
- Сводные признаки / Р. М. Орженцкий. — Ярославль: Тип. Губ. правл., 1910
- Учебник математической статистики / Р. М. Орженцкий. — Ярославль: Тип. Губ. правл., 1914
- Некоторые приемы статистического метода / Р. М. Орженцкий. — Ярославль: Тип. Губ. правл., 1914
- Положение мукомольной промышленности в Ярославской губернии / Р. М. Орженцкий. — М.: Гор. тип., 1916
- Элементарная теория статистических величин и вычислений / Р. М. Орженцкий. — Киев: Державне видавництво, 1921